# توماس فريدريك اولسن
توماس فريدريك اولسن (بالنرويجية البوكمول: Thomas Olsen)‏ هو شخصية أعمال نرويجي، ولد في 15 أكتوبر 1897 في باروم في النرويج، وتوفي في 20 يونيو 1969.